# Bromálito

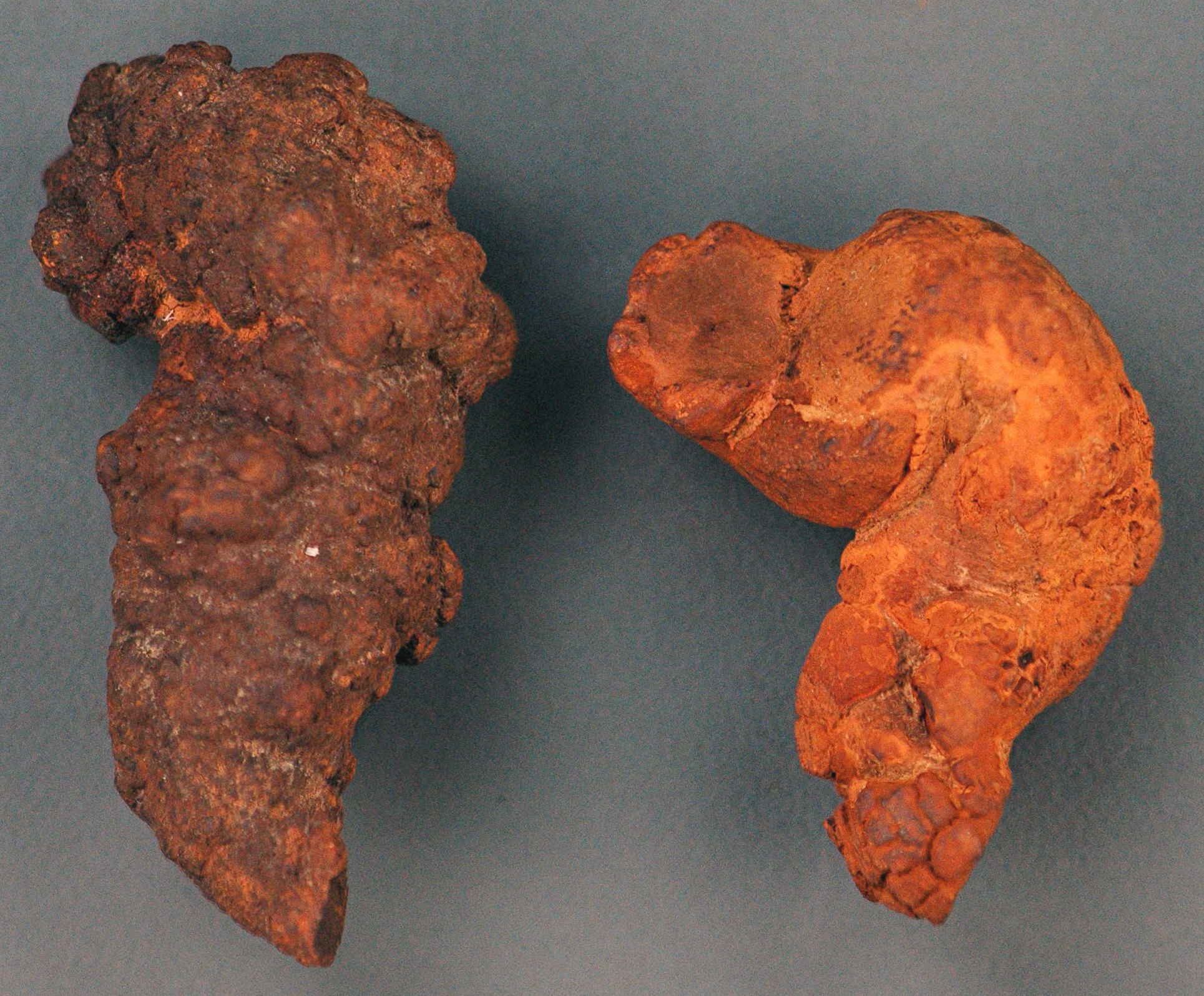
Colólitos de vertebrata (espécime maior tem 3,4 cm de altura) do Mioceno

Bromálitos são os restos fossilizados de material proveniente do sistema digestivo dos organismos. Como tal, eles podem ser amplamente considerados como traços fósseis. Os tipos mais conhecidos de bromálitos são fezes ou coprólitos fossilizados.